# ماهی‌خزنده
ماهی‌خزنده (نام علمی: Ichthyosaurus) نام یک سرده از تیره ماهی‌خزندگان است.